# 알 쿼즈 앤도우먼트 타워
알 쿼즈 앤도우먼트 타워는 카타르 도하에 보류중인 마천루이다.